# Eric Dinerstein
Eric Dinerstein (* 19. Dezember 1952) ist ein US-amerikanischer Naturschützer und Sachbuchautor.

## Leben
1979 erlangte Dinerstein den Master of Science an der University of Washington. 1983 wurde er an derselben Universität mit der Dissertation Reproductive ecology of fruit bats and seasonality of fruit production in a Costa Rican cloud forest zum Ph.D. promoviert. Von Mai 2012 bis Februar 2014 war er leitender Wissenschaftler bei der US-amerikanischen Sektion des WWF. Seit April 2014 ist er Leiter des Programms Biodiversity and Wildlife solutions des World Resources Institute (WRI).
Ab 1975 führte Dinerstein wegweisende Studien zum Tiger-Beute-Verhältnis und Naturschutzprogramme für große Säugetiere, darunter das Panzernashorn durch. Gemeinsam mit Eric Wikramanayake kartierte er Tigerschutzgebiete. Im Jahr 2001 gehörte er zu den Mitinitiatoren des Terai-Arc-Landscape-Programms von WWF Nepal, in dem sich 14 Nationalparks in der Terai-Tiefebene in Indien und Nepal zu grenzüberschreitenden Schutzgebieten auf einer Fläche von 5 Millionen Hektar zusammengeschlossen haben. Nutzniesser dieser Schutzgebiete sind gefährdete Tierarten, darunter Königstiger, der Saruskranich, der Asiatische Elefant, der Axishirsch, das Borstenkaninchen, das Panzernashorn, der Kragenbär und über 500 Vogelarten. Im November 2010 gehörte er zu den Initiatoren eines globalen Tigergipfels, der das Ziel verfolgte, die Tigerpopulation zu verdoppeln.
Dinerstein war bei der Erstellung von Naturschutzplänen für mehrere Orte beteiligt, darunter für die Galapagosinseln, die Chihuahua-Wüste, den Himalaya, für die Panda-Reservate in den Bergen Chinas und für die nördlichen Great Plains in Montana. Er hat Naturschutzerfahrung in vielen Ländern und veröffentlichte Bücher über Naturschutzthemen, darunter über Nashörner und Tiger. Im Jahr 2011 verfasste er das Kapitel über die Familie der Nashörner im zweiten Band des Handbook of the Mammals of the World. Im Jahr 2016 erschien sein erster Roman What Elephants know.

## Auszeichnungen
Im Jahr 2007 erhielt Dinerstein für sein Buch Tigerland and Other Unintended Destinations den American Association for the Advancement of Science (AAAS) Award und den AAAS/Subaru SB&F Prize für ausgezeichnete Wissenschaftsbücher.

## Schriften (Auswahl)
- A Conservation Assessment of the Terrestrial Ecoregions of Latin America and the Caribbean, World Bank (Washington, DC), 1995
- Global 200 Ecoregions, World Wildlife Fund (Washington, DC), 1997
- The Return of the Unicorns: The Natural History and Conservation of the Greater One-Horned Rhinoceros, Columbia University Press (New York, NY), 2003
- Tigerland and Other Unintended Destinations, Island Press (Washington, DC), 2005
- Freshwater Ecoregions of Africa and Madagascar: A Conservation Assessment, Island Press (Washington, DC), 2005
- The Kingdom of Rarities, Island Press (Washington, DC), 2013
- Discovering Big Cat Country: On the trail of tigers and snow leopards, Island Press (Washington, DC), 2013
- What Elephants know, Disney-Hyperion, 2016